# جربة

خارطة طوبوغرافية لجربة

جِرْبَة (باللغات الأمازيغية: ⵊⵔⴱⴰ) هي جزيرة تونسية تقع في جنوب شرق تونس في خليج قابس. تبلغ مساحتها 514 كم2 وتعد أكبر جزر شمال أفريقيا (شريطها الساحلي طوله 125 كم) وتلقب بـ«جزيرة الأحلام». تتواصل بالقارة عبر طريق يمتد على 7 كم الذي شُيد منذ العهد الروماني والذي يؤدي إلى مدينة جرجيس. كما يمكن العبور من مدينة أجيم إلى الجرف عبر البطاح (العبارة). تمتد انطلاقا من شاطئ قرية مزراية شبه جزيرة رأس الرمل وهي من الأقطاب السياحية المميزة للجزيرة. أعجب بها الأديب التّونسيّ إبراهيم درغوثي أيّما إعجاب فحرّر نصّا غاية في الإبداع تحت عنوان «جربة الّتي في خاطري». ويسمى سكان جربة الجرابة. أدرجت جربة ضمن قائمة التراث العالمي اليونسكو في 18 سبتمبر 2023.
لها تراث ثقافي ثري من أبرز معالمه الجوامع التي تبنى لكل عائلة، وبروج مراقبة تسمى أربطة على امتداد شواطئها، كل برج رباط وفي ذات الوقت مسجد. وفي العمق صف ثاني للدفاع يتكون من مساجد هي أيضا قلاع محصنة، وتتصل بالرباطات باستخدام الدخان نهارا والنار ليلا. كما أنها من معاقل الإباضية في المغرب الكبير. وتعاني الجزيرة من شح المياه وقد وظف كسلاح فحسم هذا العامل حروبا عديدة قاومت بها الجزيرة المحتلين الأوروبيين، ويحفظ الجرابة الماء بتجميعه عبر تجميعه في مساحات مبلطة وإيصاله عبر قنوات في فساقي تخزن فيها المياه لتظل عذبة وتتواجد بعضها تحت المساجد فتنجد الناس في السنوات العجاف.
الجزيرة تم إدراجها على قائمة التراث العالمي لمنظمة اليونيسكو يوم الإثنين 18 سبتمبر 2023، وهذا أثناء الدورة الخامسة والأربعين الموسعة للجنة التراث العالمي.

## الجغرافيا

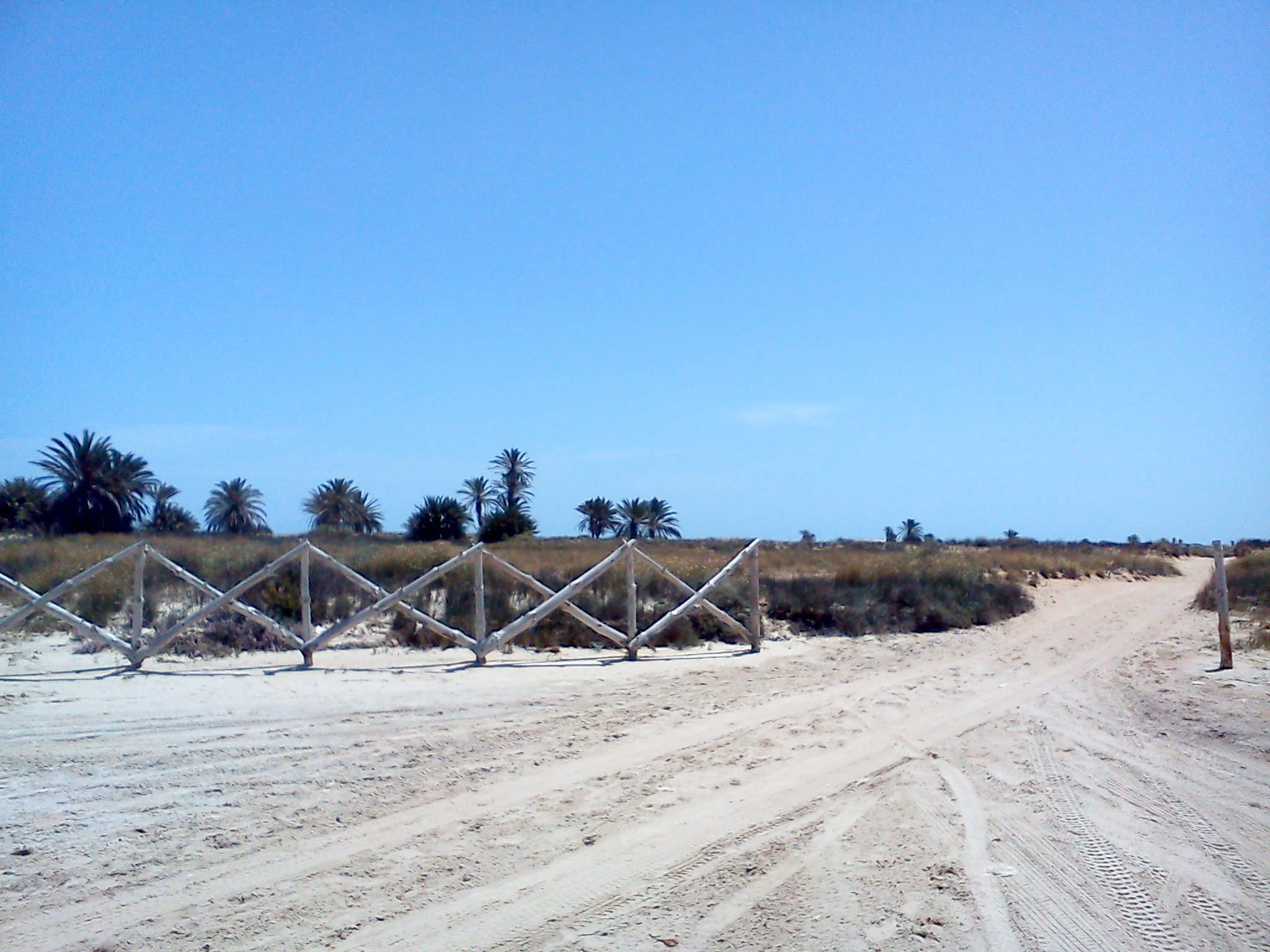
سياج لصد الكتبان الرملية

### الموقع
تقع جزيرة جربة في الرّكن الجنوبيّ الغربيّ من الحوض الشّرقي للمتوسّط بخليج ڨابس أو ما يعرف ب«سرت الصّغرى» عند القدامى ممّا يجعلها منفتحة في ذات الوقت على المتوسّط والصّحراء. وشكلها أقرب عموما إلى المربّع إذ يبلغ أقصى الامتداد بين الشّمال والجنوب قرابة 29,5 كم في حين يبلغ أقصي امتداد لها من الشّرق إلى الغرب 29 كم ويبلغ طول سواحلها 125 كم أمّا مساحتها فتبلغ 514 كم2. وترتبط الجزيرة بالقارّة الإفريقيّة بمنفذين أحدهما بحريّ اِنطلاقا من آجيم حيث يوجد مضيق يفصل الجزيرة عن القارّة، يبلغ اتساعه كيلومترين أمّا الثّاني فهو برّي اِنطلاقا من القنطرة بواسطة طريق يشقّ البحر تعود جذوره إلى العهد الرّوماني. هذا بالإضافة إلى موانئ عديدة كانت منذ القديم وإلى اليوم نقاطا رئيسيّة لإرساء البواخر وتوجد أبرز هذه الموانئ بحومة السّوڨ بالسّاحل الشّماليّ وآجيم بالسّاحل الغربيّ والڨنطرة بالسّاحل الجنوبيّ وتمرّ بقرب هذه الموانئ أودية تحت مائيّة تسمح بوصول السّفن ولذلك أنشئت حول هذه الموانئ تحصينات دفاعيّة لمنع الأعداء من اختراقها.
تقع جربة آجيم بالجنوب الغربي لجزيرة جربة، يحدها من الشرق بلدية جربة ميدون ومن الجوف بلدية جربة حومة السوق ويربطها ببقية مناطق الولاية بحراّ بطاحات جربة وبرا القنطرة الرومانية.
وتتميّز تضاريسها البحريّة بوجود حزام من القيعان الضّحلة والمصطبات البحريّة يطوّقها من أغلب الجهات وقد وفّر لها على مدى قرون حصانة طبيعيّة تمنع السّفن الحربيّة من الوصول إلى سواحلها. ولكن بجنوبها الغربيّ تتّخذ بحيرة بوغرارة شكل حوض يصل عمقه أحيانا إلى 54 م. ولكن يغلب على سواحل الجزيرة الانبساط.
وبالنّسبة لتضاريسها البرّية، وإذا استثنينا مناطقها الوسطى حيث يصل الارتفاع عن سطح الأرض إلى 53 م، فإنّ الجزيرة في معظمها منبسطة وخالية من المرتفعات فكلّ مجالها هو عبارة عن سهل تتخلّله بعض المرتفعات. وتربة الجزيرة رمليّة أمّا باطنها فيختزن الطّين الجبسيّ. وتكسو الطّين الجبسيّ قشرة كلسيّه صلبة وسميكة توفّر حجارة «الصمّ» الصّلبة المستعملة في البناء. وإلى جانب تلك القشرة الصّلبة توجد في مناطق مختلفة من الجزيرة قشرة كلسيّه أخرى توفّر الحجارة اللّينة، الغنيّة بالموادّ الجيريّة الّتي يطلق عليها محليّا اسم «الشّخش» والّتي تستعمل كذلك ضمن مواد البناء. وتوضّح الدّراسات الّتي تعقّبت مسار التّطور الجيولوجيّ الّذي عرفته الجزيرة بأنّها قد أدركت شكلها الرّاهن خلال الزّمن الجيولوجيّ الرّابع بعد انفصالها عن القارّة.

### المناخ
مناخ البحر الأبيض المتوسط الدافئة نسبيا جربة. متوسط درجة الحرارة من السنة هو القريب  20C°ال فصل الشتاء تنخفض درجة الحرارة نادراً ما أدناه 10 °C. جربة إذا قمت بزيارة خلال فصل الصيف توخي الحذر من حروق الشمس. يمكن درجة حرارة تتجاوز 40C° .
تختص الجزيرة بمناخ متوسّطي، يتميّز خاصة بأمطار ضعيفة (حوالي 200مم / في السنة) وتعتبر درجات الحرارة متوسطة وتتراوح الدّرجات القصوى والدّنيا بين 8,4 و 32,7 درجة.
تتعرّض الجزيرة إلى رياح غربيّة وشماليّة غربيّة خلال أشهر نوفمبر وديسمبر وجانفي وفيفري بينما تهيمن في بقية السّنة الرّياح الشّرقيّة والشّماليّة الشّرقيّة وتتعرّض الجزيرة منذ أواخر فصل الرّبيع وخلال فصل الصّيف إلى رياح الشّهيلي الحارّة. ومن خصائص جزيرة جربة أيضا نسبة الرّطوبة العالية واِعتدال حرارتها كامل السّنة حيث يبلغ معدّلها السّنوي 20.1 درجة وتقسّم السّنة إلى فترتين: فترة حارّة تمتّد من شهر ماي إلى شهر أكتوبر لا تنزل خلالها درجات الحرارة إلى أقلّ من 20 درجة وفترة غير حارّة تمتدّ من شهر نوفمبر إلى شهر مارس لا يتجاوز خلالها معدّل الحرارة 19 درجة.
المعطيات الفيزيائية والطبيعية تبرز فقر الجزيرة المادي وقسوة الطبيعة بها. فالتربة الغنية بها قليلة الامتداد إضافة إلى صعوبة سقيها نظرا إلى هيمنة المياه المالحة. وتتميّز الجزيرة بقلّة أمطارها إذ أنّ المعدّل السّنويّ للتّساقطات في حدود 200 مم وهذه الأمطار غير منتظمة وشديدة التّقلب بين الفصول والسّنوات. أمّا مياهها الجوفيّة فهي قليلة العذوبة إذ تنحصر المياه العذبة خاصّة في شمال الجزيرة الشّرقيّ.

## تاريخ جربة

### العصور القديمة
المعروف تاريخيّا أنّ الأمازيغ هم السّكان الأصليّون لإفريقيا الشّماليّة وكانوا يسكنون الشواطئ والجبال ويشتغلون بفلاحة الأرض، مساكنهم الكهوف والبيوت المنحوتة أو المبنيّة من الحجارة والطّين، أو القشّ وأغصان الأشجار على شكل أكواخ فوق الجبال والهضاب. وآخرون كانوا يعيشون عيشة البداوة يترحّلون بمواشيهم، وكانوا يسكنون تحت الخيام، وبعض الطوائف منهم كانوا يعيشون ممّا يقومون به من أعمال السّلب والنّهب وأخرون كانوا أكثر تحضّراً يعيشون في مدن عامرة بنوها كما أثبت ذلك ابن خلدون وأخرون، يقول ابن خلدون في تاريخ ابن خلدون الجزء الأول- 8 من 258:
```
«إفريقية والمغرب لما جاز إليها بنو هلال وبنو سليم منذ أول المائة الخامسة وتمرسوا بها لثلاثمائة وخمسين من السنين قد لحق بها وعادت بسائطه خراباً كلها بعد أن كان ما بين السودان والبحر الرومي كله عمراناً تشهد بذلك آثار العمران فيه من المعالم وتماثيل البناء وشواهد القرى والمدر..»
```

لباسهم يتكوّن من نسيج صوفيّ مخطّط ومن برنس أسود، يرتدون الكدرون والجبّة يحلقون رؤوسهم ولا يغطّونها بشيء ويحجبون وجوههم بالشّام الّذي لا يزال معمولا به إلى اليوم. يأكلون الكسكي، ويتكلّمون الشلحة ويكتبونها ولا يزال البعض خاصّة في الجنوب التّونسي مثل جبال مطماطة والدّويرات يستعملون هذه اللّغة عند التّخاطب: وهي لغة متميّزة بذاتها معروفة من قديم الزّمان ومتواترة إلى الآن ولها آدابها الشعبيّة الشفهية.
ومنذ فجر التّاريخ تنقّلت جربة من مًحتلّ إلى آخر وأوّل من احتلّها بعض سكّان جزر «بحر إيجي» الّذين مكثوا فيها فترة طويلة قبل مجيء الفينيقييّن، أدخلوا خلالها غراسة الأشجار وصناعة الفخّار.
وهكذا سبق الإغريق غيرهم من الشّعوب في التّعايش مع سكّان جربة.
وفي القرن 12 ق.م. نزل بها الفينيقيون الّذين قدموا من مدينتي صور وصيدا من السّواحل الشّاميّة الكنعانيّة، وهي الجزء الّذي يحاذي البحر الأبيض المتوسّط من القّارة الآسيويّة.
وازدهرت خلالها التّجارة في جربة فانتشرت بذلك صناعة الفخّار وصناعة الأرجوان الّذي ذكر عنه المؤرّخون أنّه كان يُضاهي إن لم يفق أرجوان صور، وكان يباع بأغلى الأثمان.
وممّا لا شكّ فيه أنّ الفينيقيّين هم الّذين جلبوا غراسة أشجار الزّيتون فانتشرت بذلك صناعة عصر الزّيتون.
مابعد الفينيقيّين جاء المحتل الرّوماني، فشهدت الجزيرة في العهد الرّوماني ازدهارا عظيما لا تزال آثاره العمرانيّة دالة عليه إلى اليوم. ومن ثَمّ قدم بعدهم الوندال وهم أمّة جرمانيّة الأصل زحفت على بلاد الغال والأندلس في القرن الرّابع بعد الميلاد، حيث استقرّت قرابة عشرين عاما ثمّ بسطت نفوذها على المغرب الأقصى سنة 429م بقيادة ملكها جنسريق.

### العصور الوسطى
عندما كانت أعظم دولتين في ذلك العهد: دولة السّاسانيّين والدّولة البيزنطيّة المسيطرة على بلدان البحر المتوسّط منهمكتين في حروب طاحنة بدأت تظهر قوّة جديدة في الجزيرة العربيّة الّتي كانت شبه منعزلة عن بقيّة العالم. هذه القوّة الجديدة هي قوّة الإسلام. , اتّجهت الجيوش العربيّة إلى الجهاد والفتح خارج الجزيرة العربيّة وكانت جربة من بين الأماكن الّتي شملها الفتح العربي على يد الصّحابي رويفع بن ثابت الأنصاري سنة 60 هـ ثمّ أصبحت إفريقيّة بعد فتحها تحت حكم الولاّة ودام عهدهم قرابة قرن من 97 هـ إلى 184 هـ، عرفت خلالها الولاية عدّة اضطرابات إلى أن جاءت الدّولة الإسلاميّة الأولى وهي الأغلبيّة الّتي كانت في خلاف مع الدّولة الرستميّة بالجزائر فكانت جربة تابعة تارة للأغالبة وتارة الرستميّين لكنّها كانت دائما شبه مستقلّة، إلى أن جاءت الدّولة الإسلاميّ الثانية وهي الدّولة الفاطميّة الّتي قامت في البلاد التّونسيّة بعد العهد الأغلبي دام عهدها 64 سنة من 296هـ إلى 362هـ. فأدخل الفاطميّيون الجزيرة في حوزتهم إلى أن أقام عليها المعز بن باديس الصّنهاجي حملة غزو تأسّست خلالها الدّولة الصّنهاجيّة على يد الأمير «بلكين بن زيري الصّنهاجي» الّذي نصّبه «المعزّ لدين اللّه الفاطمي» حاكما على إفريقيّة اعترافا له بالجميل عندما قرّر نقل الدّولة الفاطميّة إلى القاهرة.
وقد مرّت الدّولة الصّنهاجيّة بمرحلتين متتاليتين: عصر ازدهار وعصر اضطراب. ففي المرحلة الأولى عرفت القيروان الازدهار طيلة 78 سنة إلى قدوم الهلاليّين سنة 440 هـ، أمّا المرحلة الثّانية فقد قاست فيها جربة كثيرا من الويلات بسبب ما تعرّضت له من حملات الغزو لعلّ من أبرزها حملة «روجار النّرمندي» سنة 529 هـ هاجم خلالها جربة واستولى عليها وسبى نسائها وأطفالها وأرسلهم إلى صقليّة رغم المقاومة العنيفة الّتي أبداها الأهالي. وبقيت جربة تحت الاحتلال النرمندي من سنة 688 إلى سنة 738. وفي هذه السّنوات استيقظت الدّولة الحفصيّة من سباتها وتذكّرت أنّ عدوّها يجثم على صدر قطعة عزيزة من ترابها فجهّزت جيشا كبيرا في أسطول ضخم وأجبرت الحامية الإفرنجية على الانسحاب ودخلت الجزيرة في حكم الحفصيّين.

### من القرن السادس عشر إلى القرن التاسع عشر
دخلو العثمانيّيون جانبا من إفريقيّة سنة 1574 وجعلوا منها إيالة عثمانيّة على غرار ما فعلوا بالمغرب الأوسط سنة 1519-1520 وبطرابلس في 1551. إلاّ أنّ هذه الإيالة التّونسيّة الّتي تمّ تكوينها بتاريخ متأخّر ما لبثت أن طوّرت نظامها السّياسي قبل جارتيها الجزائريّة والطّرابلسيّة منذ أواخر القرن 16. فظهر بها آنذاك حكم الدّاي المنفرد بالسّلطة (في النّصف الأوّل من القرن 17) ثمّ نظام وراثي شبه ملكي في عهد البايات المراديّين (1628-1702) ثمّ الحسينيّين (بعد 1705). وقد نجح هؤلاء الحسينيّيون في بناء صرح دولة مترسّخة في البلاد ومتمتّعة باستقلاليّة عريضة إزاء القوى الخارجيّة (إصطنبول أو داي الجزائر) خاصّة في عهد حمّودة باشا (1782-1814).
استغلّت الإمبراطوريّتان العملاقاتان –العثمانيّة والإسبانيّة- ضعف الدّولة الحفصيّة للتدخّل في البلاد الإفريقيّة منذ 1534-1535. فاستقرّ الإسبان بالقلعة الضّخمة الّتي شيّدوها بحلق الوادي منذ 1535. فعلاوة على جزيرة جربة تمكّن درغوث باشا من احتلال قفصة في 1556 والقيروان (عاصمة إمارة الشّابيّة المرابطيّة) في 1557 ودخل البايلر باي (القائد الأعلى) «علي باشا» أو «علج علي» مدينة تونس في 1569 قبل أن يجلّيه عنها الإسبان في 1573.
فعزم السلطان العثماني «سليم الثّاني» على استئصال الإسبان من البلاد الإفريقيّة لأسباب استراتيجيّة (مراقبة الضفّة الجنوبيّة لمضيق صقليّة) وسياسيّة (إتمام احتلال بلدان هذه الضفّة من مصر إلى تخوم المغرب الأقصى) ودينيّة (كان الجهاد من ثوابت السّياسة العثمانيّة). فتمكّن العثمانيّيون بمساعدة الأهالي من اقتحام قلعة حلق الوادي الضّخمة ثمّ من افتكاك تونس والقضاء نهائيّا على الوجود الإسباني وذلك أثناء صائفة 1574.
وافتتح العهد الحديث بأزمة عميقة في كامل البلدان المغربيّة ومن ضمنها تونس وقد انتهت بانتصاب العثمانييّن بها وبتحوّلها إلى إيالة عثمانيّة.
لكن سرعان ما تطوّر نظامها السّياسي أثناء القرنين السّابع والثّامن عشر ليتحوّل إلى «ملكيّة شبه وطنيّة» مستقلّة بذاتها ولا تربطها باصطنبول إلاّ علاقات ولاء شكليّة. وهي تتحكّم (بصفة متفاوتة حسب الجهات والمجموعات) في فضاء محدّد ومختلف عن فضاء الإيالات المجاورة.
ومن ثمّ تسقط تونس في فخّ الاستعمار إذ صرّح المستشار الألماني بيسمارك للسفير الفرنسي ببرلين (4 جانفي 1879) «إنّ الإجّاصة التّونسيّة قد أينعت وحان لكم أن تقطفوها...». وفعلا لقد تدرّجت أوضاع الإيالة التّونسيّة منذ الثلث الأوّل من القرن التّاسع عشر نحو التدهور والتأزّم تحت ضغط القوى التّوسعيّة الأوربيّة الصّاعدة حتّى استقرّت الإيالة في أزمة شاملة يسّرت التدخّل الفرنسي في 1881.
وخلال القرنين التّاسع عشر والعشرين عرفت الجزيرة تحوّلات جذريّة ولعّل أبرز ما يميّز هذا العهد كذلك هو هجرة أهلها لتعاطي التّجارة في بعض الحواضر الإسلاميّة وفي المدن التّونسيّة. وخلال فترة الحكم الفرنسي كانت لأهل الجزيرة مساهمة فعّالة في الحركة الوطنيّة التّونسيّة. وإثر الاستقلال أصبحت جربة من أبرز الأقطاب السّياحيّة التّونسيّة ومقصدا للسّياح من كل حدب وصوب.

### منذ 1881
عرفت جربة باسم جزيرة الليتوس زمن الإغريق وقد امكن تحديد موقع إحدى قراها منكس ببرج القنطرة وكان اسم جربة يطلق على ما يقارب حومة السوق. وقد استقرت بجربة جالية يهودية هامة اثر هدم معبد القدس وطرد اليهود في القرن الأول ق.م ومازال أحفادهم يعيشون في حومة السوق.
فتحت جربة من قبل القائد رويفع بن ثابت سنة 45هـ / 665م أثناء غزوة معاوية بن حديج لتونس ساد فيها المذهب الأباضي. كما غزاها ملك صقلية ثم غزاها الهلاليون ثم الترمان ثم طردوا من قبل الموحدين ثم تعرضت للحملات الصليبية لمدة ثلاث سنوات خاصة ملوك صقلية ولكن الأمير الحفصي بمساعدة أهليها استردها ثم تعرضت لهجمات إبراهيم باشا كما تضررت نتيجة غزو يونس باي لها سنة 1738م وتضررت بأوبئة 1705، 1706، 1809، 1864، وقد تضرر اقتصادها كثيراً ثم رزخت تحت نير الاستعمار الفرنسي عام 1881م عليها حتى نالت استقلالها عام 1956م.

#### المطالب بأن تصبح «ولاية تونسية»
جزيرة جربة تتبع إداريا ولاية مدنين، لكن بعض الأهالي في الجزيرة يطالبون منذ ثورة يناير 2011 بالإنفصال عن ولاية مدنين وبأن تصبح جربة الولاية التونسية الخامسة والعشرون، الأمر الذي لم يلقى صدى لدى المسؤوليين التونسيين.

## الهندسة المعمارية والتخطيط الحضري

### عادات تقليدية: المنزل
تحدث الكثيرون على جمال وروعه جزيرة جربة كواجهة سياحية فريده ولكن لم ينصفوها بالحديث على جمال العمارة فيها، حيث أنها تحتوي على نمط فريد من المعمار رغم تطور الحياة الحضارية الا انها نجحت في الحفاظ على خصوصيتها. فالمنزل في جزيرة جربة يطلقون عليه اسم «الحوش» وهو عبارة على عدة غرف يجمعه فناء واحد والغرفة يطلقون عليها اسم «بِــيت» ومن هنا اتت كلمة بيت في اللهجة التونسية على الغرفة وهو منزل يقيم فيه الاب والأبناء.
انه منزل منطو على ذاته اى يتجه نحو الداخل وليس له معالم نحو الخارج وما يميزه اللون الأبيض هو الطاغى على لون المنازل ويكون المنزل محاط بأرض مزروعه نخيل وزيتون واشجار مثمرة. ويكون المجلس خارج اسوار المنزل والباب ذو طراز إسلامي، مزين بالجبس، والنافذة، من الفرفوجيه المذهب، اختاروا ان يفرشوا الحصير الذهبي الذي يتحمل هذه الجلسة تكون عادة خاصة للرجال، ليتسامروا بالليل.
وفي مدخل المنزل يوجد الفناء أو الحوش كما يطلقون عليه ويطل عليه كل الغرف والمطبخ والخ ولا ننسى الجرة الكبيرة، التي تعوض الثلاجة لبروده الماءو نلاحظ ان النوافذ منخفضة وهذه مهارة من مهارات المعماريين في جربة فالنوافذ المنخفضة تحمى الغُرف من الحرارة والضوء.
ان اللون الأبيض والأزرق هو الطاغى على المعمار التونسي سوى كان ذلك في العاصمة—مدينة سيدى بوسعيد—مرورا بالحمامات وصولا إلى جزيرة جربة. والأبناء يتزوجون في هذا المنزل وكل منهم لدية بيته الخاص أو غرفته الخاصة فهذا المنزل يورث من الأجداد هذه الغرفة التقليدية في جزيرة جربة تتكون من طابقين الطابق الارضى، يكون عبارة على صالة صغيرة أو غرفة معيشة مطبخ صغير وحمام. يكون هناك سلم يصعد بك إلى الطابق الأول أو كما يطلق عليه اسم [ السدة ] وهو عبارة على غرفة النوم. ومن الجدير بالذكر أن في هذا الفن المعمارى ان البناء يكون فقط بالحجارة وبالتالى نتحصل على غرف بارده في وهج الصيف ودافئة في الشتاء البارد.
و المعمار الجربي يعتبر بيئى جدا فالارض تكون مطلية بالكلس والفتحات في الغرف، هي موجوده لتهوئة الغرف أكثر ما يمكن ويعتبر تناسق الألوان من أهم مميزات المعمار الجربي والألوان مستمده من اللون الرمال المنثورة على كامل الجزيرة بدأ من اللون الأبيض مرورا باللون الذهبي وصولا إلى اللون الأرض.
كما هو حال سائر بيوت جربة فان السلم مستوحى من الهندسة الموجودة في المساجد فهو يشكل صلة الوصول بين الاجزاء المشتركة والأجواء الحميمه من الموجودة في الطابق الأول من المنزل. في العادة تكون غرفة الجد فيها تناسق الألوان رائع جدا مزيح من اللون الاورنج واللون القرمزي وتتميز بالكليم أو السجاد الجربى بتصاميمه التي تحكى على الحياة.
فالمنزل لا يزال العديد من سكان جزيرة جربة يحتفظون به ويحتفظون معه بالوحدة العائلة الا ان جربة شهدت في الاونه الاخيرة
تغيرات جذرية في الحوش الجربى إذا يتقاطع كل ماهو حديثى وتقليدى في جربة.استغل أهل المنزل هنا فكرة الخزانات لجمع المياه في الشتاءليطبقها على هذا المسبح وهنا تظهر مهارات المعماريين في كيفية تناسق وتمازج الألوان وحافظوا على الصفة الاساسية في المنزل
إذ هو يتجه نحو الداخل وليس نحو الخارج وحافظوا على النخيل وبنو المنزل حوله، ليضفى جمالا على المكان ويعطيها طابعها التقليدى. والأقواس والأبواب المقوسة والأبواب الصغيرة في الخارج هي من علامات المنزل في جربة وللالوان دور مهم في منازل جربة: إذ العنصر الاساسى هو للشعور بالراحة في جزيرة معروفة بشمسها الحارة.و غرف نوم تتميز بخصوصياتها فالسرير هنا، عبارة عن مكان يقع بناءه بالحجر
و يزين باعمده الجبس وبالاقواس حتى يحافظ على خصوصيته والفتحات التي كانت في الحائط، تم اغلاقها بباب منقوش يحكى تاريخ جربة
ويعطى انطباع أكثر على التحفظ.وهذه الطريقة أيضا متبعه لغرفة المعيشة التي تتسم باقل ما يمكن من الاثاث وتكتفى بالمرقوم والسجاد في فصل الصيف لمقاوة الحرارة.
ولعل أكثر شئ يسعى أبناء الجزيرة للحفاظ عليه مع كل هذه التغيرات هو طريقة الإضاءة فالإضاءة لا تنبعث من السقف بل من الجدران ويوجد في كل زاوية فانوسا، يحكى على كل الحضارات التي مرت بها الجزيرة وهذا ما يعطى الحميمية للبيت الجربى ويوثق أكثر اواصر العائلة الكبيرة. يعتبر الحديد المشغول، عنصرا هاما في ديكور جربة إذ هو يعبر على هويتها مختلف الاثاث الموجود كالطاولة المنخفضة هو نسخة عن الاثاث القديم والخزفيات هو عنوان جربة، والتي لا يمكن ان تجد منزل خالية منها.نجح أبناء الجزيرة المدافعين الشرسين على فن عمارتهم بالدمج بين التقليد والحداثة وهذا النمط المتبع يؤمن للمنزل احساس بالحميمية والراحة.
ان الهندسة التي يتميز يها فن العمارة في جربة، تُعتبر بسيطة ونقية فلا يوجد فيها اى نوع من التفاخر، إذا لا يوجد هندسة على الجدران.

### المعمار المدني والديني
يعد معمار المسجد في جربة فريدا من نوعه سواء على مستوى التوزيع الجغرافي للعمارة أو كذلك من ناحية الزخارف المعتمدة في تزيين المساجد. وتمتاز المساجد في جزيرة جربة بالبساطة والتواضع، فلا نجد فيها الزخارف المعتادة في بقية المساجد التونسية، وهي لا تتعدى في مثل هذه الحالات الآيات القرآنية والأحاديث النبوية والأدعية.. ويطغى على المعالم الدينية لونان أساسيان اللون الأبيض كلون أساسي واللون الأخضر لزينة الأبواب والنوافذ. وتتميز مساجد الجزيرة كما ورد في إحدى دراسات رياض المرابط حول تاريخ الجزيرة، بتخطيطها المنفتح، ويتألف المعلم الديني من عدة وحدات معمارية منها ما هو مخصص للشعائر الدينية مثل المساجد و«البرطال» و«دكات» الصلاة. ومنها ما هو مخصص للطهارة كـ«الميضة»، ومنها ما هو مخصص للإقامة كالغرف أو كذلك للتدريس كالكتاب، ونجد من ناحية أخرى فضاءات للنشاطات الاقتصادية كالمخازن وللمنافع الاجتماعية مثل المطابخ.. وعادة ما تتوزع هذه الوحدات المعمارية فوق فضاء مبلط ومعد لتجميع المياه في «مواجل» وفسقيات، كما يحيط بالمعلم الديني سور قليل الارتفاع يمكن من رؤية كافة أجزاء المعلم.
وتعبر المساجد المنقورة عن تواصل العادات البربرية وتمازجها مع مميزات العمارة الإسلامية.. وهذه النوعية من المساجد هي الأقدم في جزيرة جربة. وتتدرج هذه المعالم المنقورة كليا في الصخر والتي تجد أصولها المعمارية في القصور البربرية المنتشرة في مناطق الجنوب التونسي.. إلا انه يلاحظ أن بعض تلك المعالم يتطابق مع التخطيط المتداول للمساجد الإسلامية مثل جامع البرداوي.. وهناك نوعية ثالثة منقورة جزئيا في الصخر واعتمدت على مواد البناء المعروفة بالجزيرة.
وتتركز المساجد الناتئة في المواقع العليا؛ فالمساجد الواقعة على شواطئ الجزيرة على سبيل المثال تلعب دور نقاط المراقبة والإنذار المبكر في جزيرة مفتوحة على كل الجهات، وأحجام هذه المعالم الدينية غالبا ما تكون محدودة. أما المساجد الواقعة على السواحل فهي تتميز بمتانة البناء وتوفر تجهيزات دفاعية ضد الأعداء، وهي لا تختلف عن المواقع العسكرية. وهناك مساجد الأحياء؛ وهي محدودة المساحة وموجهة بالأساس لتلبية الحاجيات المباشرة لسكان الحي. كما توجد كذلك مساجد معروفة بحلقاتها العلمية. لذلك نجد من بين مكوناتها الغرف المخصصة للتدريس والغرف الموجهة لإقامة طلبة العلم.
وعلى وجه العموم تسيطر على مساجد جزيرة جربة التونسية الواقعة على مسافة 400 كلم عن العاصمة، روح البساطة مع وجود بعض الاستثناءات البسيطة. وتعتمد أعمال الزخرفة على الأشكال الهندسية دون سواها وذلك على غرار المثلثات والمعينات والدوائر وأنصاف الدوائر.
ولجزيرة جربة تاريخ طويل بدأ مع رحلة «أوليس» منذ أكثر من 30 قرنا وبناء معبد الغريبة والفتح الإسلامي والكر والفر الذي حدث بين المسلمين والبربر، وهو ما أفرز خلافات مذهبية أهمها الصراع المعروف في الجزيرة بين السنة المالكية وأتباع المذهب الإباضي.. ومن اغرب المساجد الموجودة في الجزيرة اليوم مسجد «سدويكش» المبني تحت الأرض وكذلك مسجد طريق «أجيم»؛ وهذان المسجدان موجودان بالكامل تحت الأرض ما عدا المدخل وبعض القباب التي تبقى على السطح.. وتقول المراجع التاريخية إن أتباع المذهب الإباضي كانوا يلجأون إلى أسلوب التقية ويمارسون شعائرهم الدينية بعيدا عن مناهضيهم.

## الفكر

### الدين
مثلت جزيرة جربة على مدى تاريخيها ملاذا للأقليات عرقية كانت أم دينية وربما يعود ذلك لموقعها البحري المنعزل نوعا ما. فالجزيرة تعد من أقدم المناطق المأهولة بشمال إفريقيا وقد أوت منذ أقدم العصور اليهود الفارين بعد هدم معبد سلمون والمسيحيين كاثولكيين وأورتودوكس تعايشوا بسلام بها وتشهد كنائس حومة السوق على ذلك. أما بالنسبة للمسلمين فقد عرفت الجزيرة كأحد مراكز الأباضية وهم أيضا أقلية لا تتجاوز الواحد بالمائة من مسلمي العالم. وقد اعتنقه السكان الأصليون لما ينادي به من مساواة عرقية وكذلك لتوافقه مع طبيعتهم وميلهم إلى البساطة والزهد.
ومنذ القرن التاسع ميلادي عاشت جربة انقساما بين فرقتين اباضيتين الوهبية للإمام عبد الوهاب الذي خلف والده الإمام رستم والنكار المستاوة الموالين ليزيد ابن فندين والذين نكروا ولاية عبد الوهاب. والاختلاف بين إباضية المغرب كان حول مسالة الإمامة وتوارثها من عدمه. حاليا جل إباضية جربة وهبية بم أن النكار تحول معظمهم إلى المالكية.
وللمحافظة على هويتهم التي كانت أحيانا مهددة أو مقموعة ومخفية، أسس الجربيون وتحديدا أبو زكريا فصيل ابن أبي مسور، نظام العزابة الذي يعوض حكم الأئمة تحت النظام السياسي المخالف للمذهب الإباضي. وبفضل هذا النظام توصلت هذه الأقلية للحفاظ على هويتها الإباضية في مناخ مسالم دون أن تمثل خطرا بالنسبة للحكم السياسي للبلاد الذي لم يضطر لمحاربتهم. وقد دام نظام العزابة بجربة طيلة تسع قرون قبل أن يتلاشى. وقد مثل مؤسسة دينية واجتماعية كبرى كانت تسير المجموعة وتنظم الحياة الفردية والاجتماعية. ولكن خلال القرنين التاسع عشر والعشرون عرفت جربة تغييرات داخلية جذرية وذلك اثر تقلص سيطرة العزابة شيئا فشيئا مع توسع المذهب المالكي في حومة السوق وفي مناطق مستاوة أي بالجهة الوسطى والجنوب الشرقي للجزيرة. وبالمقابل ظلت بقية المناطق وهبية الانتماء.
أقلية أخرى من السود سكنت الجزيرة وقد اعتنقوا الإسلام. كذلك هناك من ضمن السكان جالية يهودية كبرى عاشت بجربة منذ قرون ومارست طقوسها في تعايش مع الأغلبية المسلمة وعدد كبير من الكنائس اليهودية يؤكد ذلك. فاليهود يزورون يوميا اقرب الكنائس إلى للصلاة ولمناقشة المشاغل الداخلية والخاصة بجاليتهم وكذلك لممارسة طقوسهم في مختلف أعيادهم الدينية المتعددة. من بين الطقوس اليهودية، نذكر حجهم السنوي إلى كنيسة الغريبة التي تستقطب اليهود من مختلف أنحاء العالم كل سنة. عند دخول الغريبة، يشعل الحاج اليهودي شمعدانا ليقدم رجائه للغريبة ثم يتوجه إلى آخر القاعة الداخلية حيث الخزنة التي تحوي لفائف من مخطوطات التوراة ليقبل أبوابها. في نهاية الزيارة يتجمع الحجاج اليهود في الغرفة التمهيدية ليطلبوا من رجال الدين المتجمعين بالمدخل ترتيل أدعية التّرحّم على موتاهم، ويشربون كأسا من نبيذ التّين المميز ويسمّى «بوخه» مع بعض البقول الجافّة.
يكتنف الغموض أصل تسمية «الغريبه» وتتعدّد حولها الأساطير المنقولة عن يهود الجزيرة حول فتاة غريبة كانت تعيش في كوخ بمفردها وكانت محلّ استغراب من الجميع، لا يقترب منها أحد من سكّان القرية، حتى موتها الذي تم في ظروف جعلت القرويين يرجحون أنها كانت من أصحاب البركات. ففي إحدى اللّيالي، رأى سكّان القرية اللّهب يتصاعد من الكوخ وفي الصّباح اِكتشفوا أنّه تحوّل إلى كومة رماد بينما بقي جسد الهالكة ووجهها سليمين، فعلموا أنّها قدّيسة، وبنوا معبدا مكان الكوخ نفسه. ولكن أهمية الغريبة تكمن في كونها الآن اقدم كنائس اليهود في العالم. ومن أهم طقوس «الغريبه» نذكر الـ«مناره» وهي عبارة عنهرم عال، سداسيّ الأضلاع، نقشت على كل واحد من طوابقه رموز وكتابات من العادات اليهوديّة. كما أنّه تحيط بكلّ طابق شمعدانات ذات شموع كثيرة. وتوضع ال«مناره» بساحة الفندق، مغطّاة بقطع من الأقمشة، تعرض كلّ قطعة منها للبيع بالمزايدة. ثمّ تغادر الـ«مناره» «الغريبه» لتطوف بها الجموع حول المعابد اليهوديّة الّتي ما تزال مفتوحة للعبادة بـالحاره الصّغيره.
ويستعمل يهود الجزيرة تمائم مختلفة وأدوات تعويذية للوقاية من «العين» كالعقود والقلادات الواقية التي تعلّق بالجدران، والأيادي المرسومة أو المقولبة فوق الأبواب كذلك أسماك مختلفة الأشكال تتدلّى عند مداخل المنازل أو تزوّق حديد الأبواب والنّوافذ المطروق.

## فن الحياة

### العادات
المجتمع الجربي هو خليط مركب بما انه يضم أعراقا وأديانا مختلفة تتعايش فيما بينها. ولكن رغم هذا التنوع نلحظ وحدة في المجتمع الجربي مما يعطيه انتماء واضحا وقويا لنفس الجهة. ويبرز هذا التفرد على مستوى الطقوس والعادات من الممارسات اليومية البسيطة إلى تقاليد الزواج.
تأثرت حياة سكان جربة بتعاقب عادات وتقاليد وحضارات الشعوب الوافدة عليهم مثل اليونانيين والفينيقيين والرومان والبيزنطيين والعرب المسلمين والنورمانديين والعثمانيين ولكن ورغم هذا التدفق الحضاري المتنوع فإن الطابع العربي الإسلامي ظل المهيمن على عادات وسلوكيات «الجرابة» كما يحلو لأهل تونس تسمية سكانها.

### الطهي
لطبخ أطباقها تحتاج المرأة الجربيّة إلى أواني وأدوات متنوعة شكلا وموادا بعضها يعود إلى أقدم العهود ولكل منها استعمال معين خاص به. ولكن اغلبها من الفخار خاصة الأطباق والأواني. نذكر بعض الأكلات المميزة بالجزيرة:
زمّيطه، هي عبارة عن دقيق من الشّعير المقليّ الممزوج ببعض التوابل المحمّصة قليلا من عدس وحلبة وكزبر وشمار «حبة حلاوة». ثمّ تضاف براعم الورود المجفّفة وقشور البرتقال وشيئا من الملح .وبعد أن يرحى هذا الخليط يغربل الدّقيق المتحصل عليه ويخزّن. ويستهلك هذا الدّقيق في شكل سائل يسمّى «دردورة» أو عجينة تسمّى «عبّودة». يخلط دقيق الــ «زّميطة» - دون طهي - مع قليل من زيت الزّيتون والماء حتىّ الحصول على عجينة مغذّية تشكل منها يدويا لفائف يحبذ استهلاكها صيفا في الصّباح مصحوبة بغلال طازجة كالعنب أو التّين أوالتّين الشّوكيّ.
طبيخه، وهو نوع من الحساء يطهى بالعدس والفول والحمّص وقطع من القديد ويقدّم للمرأة النّفساء حيث يعوّض العدس بالحلبة مع إضافة قطع من القرع.
لحّوسه أو لحسة دڤيڨ الــ«ڤصب»، يخلط دقيق حبّات الدّخن أو الــ «ڤصب» -أو ما يعرف بباقي المناطق التونسية بالــ «دّْرع» - دون طهي مع قليل من الماء حتىّ الحصول على عجينة سائلة يحبذ تناولها في فصل الشّتاء صباحا مصحوبة بشرائح التّين الجافّ أو التّمر.
عيش بيضه، هي عبارة عن عصيدة مكونة من دقيق الشّعير أو القمح، يتمّ تقديمه ساخنا بعد أن يُصبّ فوقها شيء من زيت الزّيتون (أو الزّبدة) ويُجوّف وسطها لوضع السّكّر أو العسل. لإعداد هذا الطعام يسخّن الماء في قدر بعد إضافة شيء من الملح، وما إن يبدأ في الغليان حتّى يضاف الدّقيق شيئا فشيئا مع مواصلة التّقليب إلى الحصول على عجينة. وتقّدم هذه العصيدة خاصّة عند الاحتفال بمولد الرّسول الذي يمثّل مناسبة دينيّة هامّة جدّا.
عيش بالحسا، تقدّم العصيدة نفسها بعد أن يُصبّ فوقها نوع من المرق يسمّى «حسا». وهذا المرق قوامه دقيق الشّعير أو القمح المطبوخ بماء وملح والّذي يضاف إليه خليط من التّوابل وزيت الزّيتون وشحم الخروف والطّماطم والفلفل الحارّ ونبتة بريّة من جنس البصليات تسمّى «ڤازول» أو «يازول».
كسره، لا يوجد في الجزيرة فرن خبز، «طابونه»، بالشّكل المعروف في مناطق أخرى من البلاد التّونسية. فلا تنتج الجزيرة إلاّ نوعا من الخبز المعروف بالــ «كسره» الّتي تُقْلى بزيت الزّيتون في طبق معدنيّ. من أنواعها نجد الكسرة المرفوسه وتتكوّن هذه الأكلة من قطع الخبز المسقيّة بمرق متكوّن من مزيج من الزّيت وقطع رقيقة من البصل والطّماطم والهريسة والملح والتّوابل وخاصة ال«يازول».
بسيسه، يخلط دقيق القمح الصّلب المحمّص- دون طهي- مع زيت الزّيتون والسّكّر (وأحيانا يستعمل العدس المحمّص عوضا عن القمح) حتىّ الحصول على عجينة. ويعدّ نوع آخر قوامه عجينة حلوة يسمّى «بسيسة كمامن» خاصّ بالمرأة النّفساء لاستعادة قواها، يتكوّن من القمح المطحون والحمّص والكمّون والعدس والحلبة والكزبر وحبّات الينسون «البسباس» وشمار «حبة حلاوة» والكمّون الأسود والسّكّر وزيت الزّيتون.
محمّصه بالعصبان، يتمّ طهي هذه الأكلة المكوّنة أساسا من حُبَيْبات الـ «مْحَمّْصَة»، المصنوعة من دقيق القمح الصّلب، والنقانق المقدّدة «عصبان» (م. «عصبانة») على النّحو التاّلي: يخلط الّزيت بالّطماطم والملح والهريسة والثّوم وبعض الّتوابل (كرويّة، كزبر ويضاف في بعض الأحيان الفلفل) ويوضع كلّ ذلك للطّهي على نار حامية ثم يضاف الماء والــ «عصبان» وينضج ذلك الخليط على نار هادئة ثم تُسْكب الـ «مْحَمّْصَة» وتطبخ لبعض الدقائق حتّى تصبح جاهزة للتّقديم. مع العلم أنّه يمكن تقديم نفس العجين مع اللّحم وفي بعض الأحيان مع البيض المسلوق.
مشلوش بالوزف، تتكوّن هذه الأكلة من قطع الخبز المحمّصة المسقيّة بمرق من الطّّماطم والهريسة والملح وبعض التّوابل والأسماك الصّغيرة المجّففة «وزف».
الكسكسي، أساس هذا الطّعام حبّات الكسكسي المصنوعة من القمح الصّلب الّتي يتمّ إنضاجها بالبخار فوق مرق متكوّن من زيت الزّيتون والبصل والملح والهريسة وبعض التّوابل والخضر... عندما ينضج الطّعام توضع حبيبات الكسكسيّ في طبق وتسقى بالمرق ثم يُقلّب الخليط ويزيّن بالخضر واللّحم أو السمك. يلاحظ أنّ كلّ أنواع الكسكسيّ تقريبا تطهى بالبخار في وعاء ذي قعر مثقّب موضوع فوق قدر يحوي مرقا به اللّحم أو السمك والخضر. ونجد بجربة انواعا متنوعة من الكسكسي منها الملثوث الذي يعدّ بنفس الطّريقة ويسقى بنفس المرق ولكنه يتكون من الشّعير المحمّص المجروش والمسفوفوهو صنف من الكسكسيّ يزيّن بالقديد ويختلف عن باقي أنواع الكسكسيّ بكونه يُطهى فوق قدر به ماء فقط. أمّا المرق فيعدّ في قدر أخرى على حده. وأيضا الكسكسيّ بالسّمك أو باللّحم في الكسكاس الذي يستوجب إضافة إلى قدر المرق كسكاسا خاصّا ذا طابقين فيوضع اللّحم أو السّمك المتبّل في القسم السّّفلي بينما توضع حبّات الكسكسيّ بالجزء العلويّ.

### الموسيقى والرقص
ينقسم التّراث الموسيقيّ الجربيّ إلى قسمين:
قسم غنائيّ يضمّ أغاني العمل الّتي تردّدها النّسوة بدون مصاحبة إيقاع خلال تعاطي بعض الأنشطة الفلاحيّة مثل الحصاد أو جني الزّيتون أو عند غزل الصّوف وتهيئته للنّسيج. ويضمّ القسم الغنائيّ كذلك أغاني المناسبات الاحتفاليّة الّتي تردّدها النّسوة خلال الأعراس. ويطلق عليها اسم «الصّوت» أو «الطوّاحي» وهي أغاني بطيئة تؤدّيها مجموعة متكوّنة من أربع نساء تقوم اثنتان منهنّ بالغناء فيما تقوم الأخريان بالتّرديد. وهناك أيضا غناء مصحوب بعزف آليّ يؤدّى خلال المناسبات الاحتفاليّة وخاصّة الزّواج ولئن تقتصر فيه النّسوة على إيقاع الدربكة «الدّربوكه» فإن الرّجال يضيفون إليها الآلة النّفخيّة المسمّاة محليّا «الغيطة».
وقسم آليّ بالأساس يبرز خاصّة في احتفال العرس الجربيّ التّقليديّ مصاحبا بعض مراسمه الطّقوسيّة المتميّزة ويتجلّى من خلال معزوفات مجموعة «الطبّاله». ومن أبرز القوالب الموسيقيّة التي تؤدّيها هذه المجموعة ما يسمّى«الفزّاعي» أو «التّحريبه» الّذي يؤدّيه ضارب طبل لدعوة النّاس لمواكبة الحفل اللّيليّ، و«السّلطني» أو «السّلطاني» الذي يعزف في بداية الحفل اللّيليّ، و«البرابري» الذي يعزف خاصّة أثناء الزّيارة الطّقوسيّة لشجرة زيتون... وتوجد قوالب أخرى خاصّة ببعض الأنشطة الحرفيّة والّتي من أهمّها القالب المسمّى «الحربي الرّوي» ذي النّفس الحماسيّ والذي يعزف أثناء حفر الآبار لحثّ العمّال على بذل مزيد من الجهد والتّرويح عنهم في نفس الوقت لأنّ عملهم شاقّ ومتعب.

### الزواج

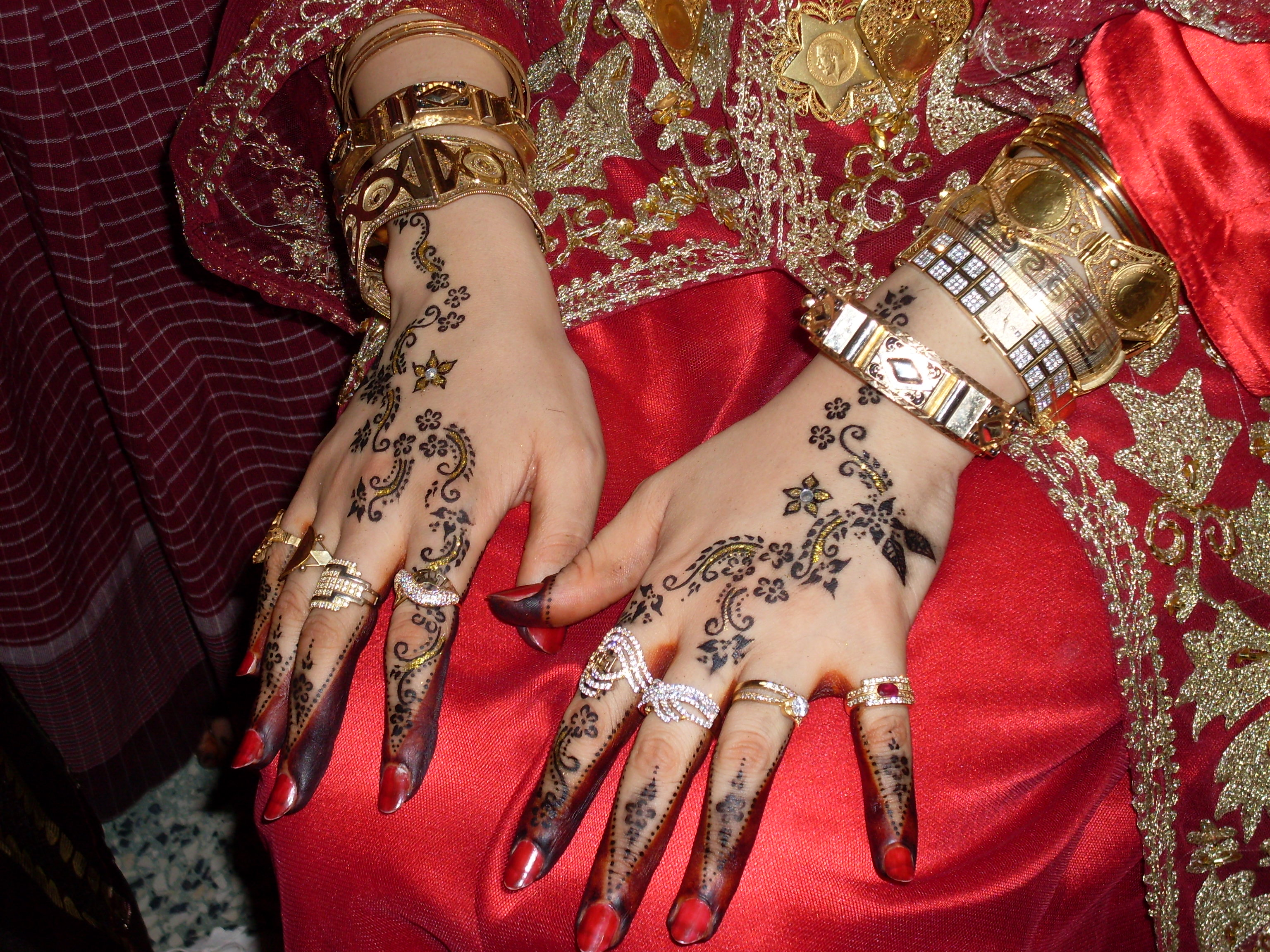
يدى عروس أثناء حفل الزواج

تتنوع بجربة الطقوس بين عادات المسلمين واليهود واختلافها بين مناطق الجزيرة. يستعمل الجربيون عدداً كبيراً من الأدوات الخاصة والمقدسة خلال حفلات الطقوس المختلفة.
وعلى الرغم من كونها جزيرة سياحية بمواصفات عالمية فإن جربة ظلّت وعلى مر القرون والسنين محافظة على روحها وتقاليدها المتوارثة عن الأجداد والآباء الغارقة في المحلية والتي تعكس خصوصية وتفرد المجتمع الجربي حتى إن بعضها وخاصة تلك التي تمارس في الأعراس والأفراح تكاد تكون غير معروفة خارج أسوار رقعة هذه الجزيرة. وهي تقاليد وخصوصيات لا تخلو من الطرافة والغرابة في آن واحد ولأن الزواج في التصور الشعبي التونسي وليس الجربي فحسب هو «امتلاك المرء لنصف دينه» لذلك ترى أن أهالي جربة قد جعلوا من العرس أو الزواج حدثا استثنائيا في حياتهم. فالاحتفال بهذا الحدث على الطريقة الجربية يمتد على مدى أسبوع بأكمله ولكن وقبل حلول هذا الأسبوع هناك تقاليد على غاية من الطرافة تمارس على العروس التي عليها أن تخضع لعادة «الحجبة» التي تدوم 40 يوما والقصد من «الحجبة» هي أن تحجب العروس في إحدى غرف بيت أهلها طيلة تلك الفترة عن أقاربها وجيرانها وحتى عن أبيها وإخوانها الذكور وعن ضوء الشمس مع الإلتزام بنظام غذائي معيّن مشبّع بالدهون كالمعجنات والحلويات والزيوت والعصيدة (دقيق مطبوخ في الماء يضاف إليه زيت الزيتون والعسل). كما أنه وطيلة فترة «الحجبة» تقوم قريباتها بطلاء وجهها وكامل جسدها بالعسل الصافي والطين الأخضر «الطَفئلِ» وذلك أربع مرات في الأسبوع، أما الهدف من وراء ذلك فهو جمالي بالأساس ويعكس في ذات الوقت المواصفات الجمالية للعروس عند «الجرابة» والمتمثل في المرأة الممتلئة القوام ذات البشرة النضرة لذلك تخضع العروس الجربية لنظام غذائي دسم أما الطلاء بالعسل و«الطين الأخضر» فالغاية منه المساعدة على تخليص بشرتها من كل الشوائب والبثور لتصبح صافية وناعمة بما يليق بعروس ليلة زفافها. علما بأن بعض دور مستحضرات التجميل العالمية قد أكدت في السنوات الأخيرة مدى فاعلية العسل والطَفئلِ أو «الطين» على نقاوة البشرة.
يمكن الإشارة هنا إلى أن مادة «الطَفئلِ» الموجودة بكثرة في مختلف الجهات التونسية كانت تستعمل من قبل الجدات لتنظيف الشعر حيث يتعمدن تفتيت حجارة الطَفئلِ هذا إلى مكعبات صغيرة تتعرض للشمس لأسابيع وعند الحاجة تؤخذ منها كمية وتسقى بماء الزهر فتصبح عجينا يتم طلاء شعر الرأس بها. هذه المادة الطبيعية الخالية من كل تركيبة كيميائية تحافظ على نعومة الشعر وتحميه من التقصف والتساقط. وهي وصفة استغلها بعض مخابر مستحضرات التجميل التونسية اليوم. وبالتالي فإن تجربة العروس الجربية مع العسل والطَفئلِ هي لا شك خلاصة تجارب قامت بها الجدات على مر السنين ولئن كانت تبدو للسامع بها ولأول وهلة طريفة أو ربما غريبة فإنها لا تخلو من المنفعة. أما عن سر فترة «الحجبة» والتي حددت ب 40 يوما فإن «النساء الجربيات» يؤكدن أنها وانطلاقا من تجربة القدامى فإن هذه المدة ضرورية وكافية لتتخلص بشرة العروس أي عروس من كل الشوائب وتستعيد صفائها ونضارتها ونقائها. وبعد انتهاء الحجبة تبدأ مباشرة الاحتفالات بالعرس أو الزفاف وتبدأ ليالي «الزهو» في بيتي أهلي العروسين والتي تنطلق مع «تكميشة الحنة» وهي بعض هدايا العريس تتصدرها كمية هائلة من المصوغ التقليدي تتجاوز الكيلوات. وبعد «المحفل الرايض» الذي لا يحضره إلا المقربون جدا تقام «ليلة الحناء الكبيرة» عادة ليلة الجمعة حيث يقام حفل ضخم مفتوح للجميع تتجمع خلاله حشود غفيرة من أهل الجزيرة يدوم إلى مطلع الفجر ينتشي فيه الجميع وتوزع فيه مختلف أنواع المشروبات والحلويات التي يختص بها أهالي جربة وخلالها يتم تخضيب خنصر يد العريس بالحناء وسط تصفيق وتهليل أصحابه وإخوانه وذلك لإضفاء البركة على زفافه.
وصبيحة يوم الجمعة يجتمع أهل وأقرباء وأصدقاء العريس في بيت هذا الأخير ثم ينطلقون جماعات باتجاه بيت العروس حيث يستقبلهم أهلها بالزغاريد والغناء والرقص على أنغام الطبلة والزكرة ونقر الدربوكة وبعدها يسلمونهم ما يسمى ب «جهاز العروسة» ويتضمن حقائب ملابسها والمفروشات والأغطية وعدداً من أواني المطبخ وما إلى ذلك مما تحتاجه العروس في بيتها الجديد.
ويوم السبت وبعد «الحمام العربي» أو الحمام التركي و«المشطة» تقبل المدعوات على بيت العروس لحضور «محفل الجلوة» الذي يكون عادة في فناء منزل أهلها بعد أن تكون قد لبست اللباس الجربي التقليدي الخاص بهذه المناسبة والذي يسمى «البسكري» (وهي عبارة عن جلباب من الحرير الخالص المطرّز بخيوط ذهبية) كما تتحلى بقطع ذهبية تقليدية لعل أهمها الخلخال والأسورة ثم سلسال طويل تضعه في رقبتها يسمى «العناج» أيضا تحلي شعرها وجبينها ببعض القطع الذهبية هي على شكل «بروش». و«محفل الجلوة» هذا الذي تحييه فرقة «الشواشن» النسائية هو محفل نسائي صرف لا يحضره الرجال حتى إن كانوا من أقرب أقرباء العروس مثل والدها أو إخوتها الذكور وخلاله تنتشي المدعوات ويرقصن ويشاركن الفرقة النسائية الغناء والطرب وسط عبق البخور.
وفي صبيحة ذلك اليوم أي يوم العرس يمارس أهل العريس طقوسا ضاربة في القدم وهذا اليوم يسمى عندهم «بيوم البربورة» وفيه يطوف العريس مع أمه وأخواته البنات وبعض قريباته حول زيتونة تكون على ملكهم أو ملك أقاربهم وبعد الطواف تضع أمه تحت قدميه بيضة يقوم بدهسها وذلك درءاً للسحر والنحس حسب اعتقاد أهالي جربة. وعند العودة إلى البيت تبدأ الاستعدادات لمحفل إعداد «الجحفة» وهو هودج العروس المصنوع عادة من خشب الجداري يربط على ظهر جمل قوي ويغطى بأردية ملونة وبعد غروب الشمس ترسل «الجحفة» أو الهودج إلى بيت العروس لتنقل إلى بيت زوجها محفوفة بأقاربها وعدد من أقرباء العريس تتقدمهم فرقة موسيقية تقليدية مكوّنة من نافخي الزكرة وناقري الطبل والذين يسمون ب «الطبالة».
وعند وصول العروس إلى بيت أهل عريسها يتسلمها زوجها الذي يجلسها بجانبه على منصة وسط فناء البيت الذي يسمى لدى أهل جربة ب «الحوش» وبعد عروض قصيرة للفروسية وسط هذا «الحوش» الرحب الواسع يدعى أهل العروس وكل المدعوين لوليمة كبرى تقدم فيها الذبائح وأشهر المأكولات الجربية.

### البيئة
لا توجد بجربة مراكز هامة لتجمعات سكنية ولا حتى قرى بالمفهوم التقليدي. المساكن متفرقة والتجمع حول قرية كما يوجد اليوم هو أساسا إداري مثل ما يوجد حاليا بالمركزين الإداري والتجاري حومة السوق وميدون. «هنا لا تنفصل المدينة عن الريف بل يتداخل هذان الشكلان من التوزع السكاني لتشكل النتيجة نوعا مميزا كضاحية غير مركزة».
مختلف التجمعات السكنية بالجزيرة تتكون تسميتها من كلمة أو مجموعة كلمات تضاف عادة إلى كلمة «حومة» بمعنى يقارب الحي. أما الأحياء اليهودية الجربية، التي تبرز بهيئة أمثالها التقليدية التي يغيب العمق عن منظورها الثلاثي الأبعاد من جراء اعتمادها الأزقة الضيقة، فهي تحمل اسم «حارة» ونجد الحارة الكبيرة والحارة الصغيرة.
وعادة ما يفسر السمن المجمع بقلة المياه الصالحة للشرب بالمنطقة في حين يكون السكن المتفرق إشارة واضحة لتوفره. وهو ما يتعارض مع حقيقة الواقع الجربي. فجربة تعتبر برمتّها بستانا مفتّتا إلى مساحات صغيرة نادرا ما تتجاوز الهكتارين. وتفسّر هذه الظّاهرة بعدة عوامل نذكر من بينها تفرق الأراضي الصالحة للزراعة وتّقسيمها العقّاريّ وكذلك حرص أهلها على المحافظة على مخلفات أسلافهم وتعلّقهم الشّديد بأراضيهم. مما ساهم في هذا التفرق السكني الذي يميز المعمار الجربي.
تفرق المساجد هو أيضا من مميزات هذه الجزيرة فأماكن الصلاة بقيت منعزلة عموما لتسهيل وصول المصلين إليها في كل مكان. وهذا نتج عنه تفرق المعالم الدينية على عكس ما نجد في مختلف مناطق العالم حيث تعودنا فكرة أن المعلم الديني سواء كان كنيسة أو جامعا يؤلف حوله السكان ويكون مركز القرية أو المدينة. بجربة، أغلبية ال266 مسجدا يتواجدون بالمناطق الريفية مما يتعذر معه أن يصبح كل منها مركزا لأي تجمع حضري. والجربيون، ككل سكان الجزر، يعشقون البحر ويهابونه ونجد بالسواحل الخالية من التجمعات السكنية بعض المساجد والأبراج ذات الطابع العسكري والدفاعي وذلك لتغطية ال125 كلم لسواحل جربة.
آجيم، أكبر ميناء في تاريخ الجزيرة ومكان إرساء البطاح الذي يربط حاليا جربة بالقارة من جهة الجرف. وآجيم مجمع سكني صغير ذا طابع فلاحي يرتكز اقتصاده على البحر والصيد البحري ولكنه يشهد الآن تغييرا جذريا في طرق العيش.
ميدون، المركز الحضري الثاني بالجزيرة بعد حومة السوڨ. حاليا يتميز النشاط الاقتصادي بالجهة ببعده السياحي، إلا أنها كانت في السابق مشهورة بتربتها الخصبة وحدائقها الغنية.سكانها هم خليط من أجانب وتونسيين وافدين من داخل البلاد للعمل بنزل الجزيرة.
حومة السوڨ، أكبر وأقدم تجمع حضري خلف مييننكس ويمثل المركز الاقتصادي والإداري بالجزيرة. رغم التوسع العمراني الذي عرفته حومة السوڨ مع مر السنين فان المركز القديم بقي القلب النابض بها بنسيجه العمراني ذا النمط الوسيط بطرقاته الضيقة والملتوية التي صممت لحركة مرور تقتصر على المترجلين، وساحاته المتصلة والتي تعتبر متنفسات تمثل أماكن للتواصل والممارسات الاجتماعية. تتكون حومة السوڨ من مساكن أوت مجموعة السكان الجدد القادمين من عدة مناطق والمستقرين بها منذ سنوات. وتوجد بـحومة السوڨ سوق مغطّاة تسمّى «سو ڨ الرّبع» حيث تباع خاصّة المنتجات الحرفيّة.
كان أوديسيوس بطل ملحمة الاوديسة وبحارته يستلقون على الرمال البيضاء تحت أشعة الشمس الساطعة في جزيرة جربة قبالة السواحل التونسية للاستمتاع بطقسها المعتدل الخلاب.
وبعد آلاف السنين صار السياح يتوافدون على هذه الجزيرة التي تقع بجنوب شرق تونس لمشاهدة طيور البجع على شواطئها ومساجدها الرائعة والتسوق في أسواقها المزدهرة.
وتتميز جزيرة جربة بانبساط أراضيها باستثناء بعض التلال المتناثرة في أرجائها. وكان القراصنة يستخدمونها في الماضي كملاذ آمن ولكنها أصبحت في العصر الحاضر جوهرة تاج السياحة بمنطقة حوض البحر المتوسط. كما تتميز أيضا بوجود النباتات في منطقة البحر المتوسط والمباني ذات فن معماري فريد.
وتصطف أشجار النخيل على جانبي الطريق الوعر المؤدي إلى الساحل الغربي للجزيرة. ويقال إن عدد أشجار النخيل على الجزيرة يربو على مليون شجرة.
ويطل مسجد سيدي جمور الصغير بلونه الأبيض الساطع من بين تلال جربة في مشهد يدعو للإعجاب. ويمكن للسائح مشاهدة القوارب الصغيرة وهي تبحر في خلجان الجزيرة. ويجلس الصيادون بجوار جدران المسجد المصنوعة من الحجر الجيري لتبادل أطراف الحديث.
وتقع بلدة الحمامات على خط الساحل على بعد عدة مئات من الكيلومترات من جربة وهي تتميز بطابع مختلف تماما.
وبرغم أن فنادق المدينة ليست مرتفعة الطوابق فقد نشطت حركة التنمية والتعمير بطول سواحلها لتحقيق التناغم بين المدينة والبيئة الطبيعية المحيطة بها.
وتطل المدينة التي تحيط بها الأسوار على البحر وتحدها التلال من جهة الشمال مما يضفي عليها طابعا فريدا.

## المؤسسات الثقافية

### المتاحف
يوجد بالجزيرة عدد من القلاع التاريخية والمتاحف أبرزها مجموعة من الأبراج التي بنيت في فترات متباعدة للدفاع عنها، أمّا أشهرها فهو برج الغازي مصطفى أو البرج الكبير وهو من ابرز المعالم التاريخية ويعود البرج إلى القرن الخامس عشر الميلادي.
حيث شيّد بأمر من السلطان الحفصي أبو فارس عبد العزيز المتوكل الّذي تنقّل سنة 1432م إلى جزيرة جربة لردّ الحملة الإسبانية الّتي كان يقودها الملك الأرغوني ألفونس الخامس.
وكذلك متحف قلالة هو عبارة عن مركّب ثقافيّ ضخم على مستوى تونس وهو متعدّد الاختصاصات والأنشطة. ويهتمّ بالفنون التقليدية وإبداعات الصناعات اليدوية القديمة والعادات الشعبية والكنوز التراثية الأخرى بمختلف أنواعها وأشكالها.

### المهرجانات والتظاهرات الثقافية
تمتاز الجزيرة بالعديد من النّشاطات السّياحيّة منها المهرجانات العديدة الّتي تُقامُ بين الحين والآخر مثل مهرجان «أوليس» ومهرجان السُّفن الشّراعيّة بالإضافة إلى هواية التزحلق على الماء.
و في كلّ عام تُقام جملة من المهرجانات ويُشاركُ فيها العديد من المتسابقين من مختلف الجنسيّات.
منها المهرجان الدّولي للفيلم الأسطوري والتّاريخي: يُعقد كل سنتين ويشارك فيه بعض السينمائيّين العرب والأجانب، وهو مهرجان يتناول الأفلام الأسطوريّة والتّاريخيّة، تقدم خلاله جوائز وشهادات تقدير لأبطال هذه الأفلام السينمائيّة.
مهرجان الفخّار: يُقام في منطقة «قلاّلة» الّتي تُعد ّواحدة من أهمّ القُرى الّتي تقوم بتصنيع الفخّار بمختلف أحجامه وألوانه.
مهرجان الغوص للتصوير في أعماق البحر: بمنطقة آجيم، وهي فعاليّة رياضيّة وثقافيّة ترتبط بالسياحة.
كما أنّ هناك العديد من المهرجات المتنوّعة التي تقوم بها هياكل مختصّة مثل وزارتي الثقافة والسياحة وغيرهما، وهناك العادات والتقاليد وهي إحدى العناصر الّتي يُستفاد منها لتعريف السائح العربي والأجنبي بالعادات والتقاليد التّونسيّة عامّة والجربيّة بصفة خاصّة.
- مهرجان أوليس
- مهرجان فرحات يامون للمسرح والفنون الركحية

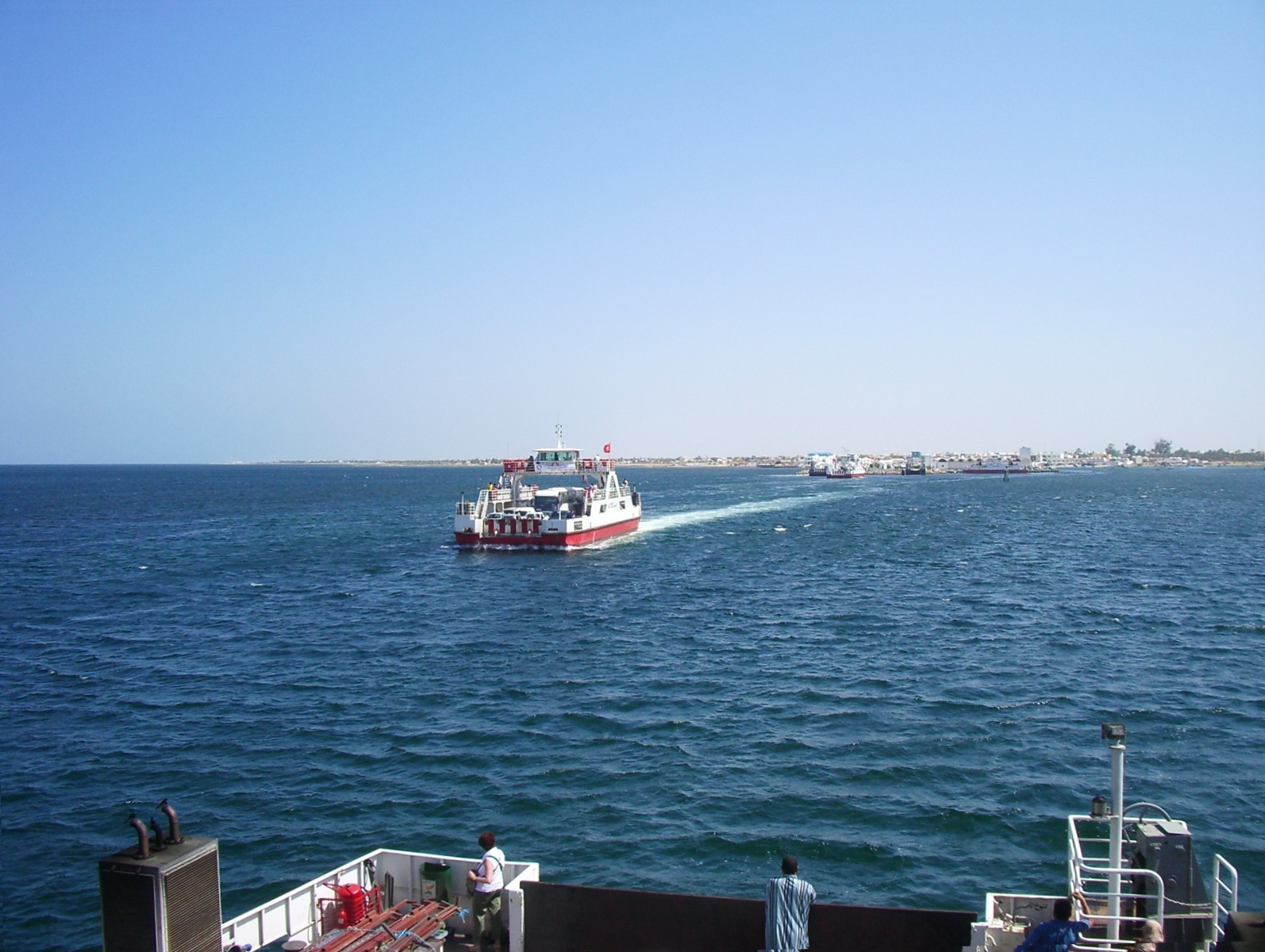
عبّارة تصل جربة ببقية تونس

- مهرجان الفلم الأسطوري
- مهرجان جربة للتلفزيون[12]
- مهرجان الفخار بقلالة
- ملتقى البشير التليلي

## الاقتصاد
عرفت جربة تطورا ذاع صيته لقرون من تاريخها. ورغم صعوبة طبيعتها ومناخها فان سكانها تمكنوا من التأقلم مع محيطهم لاستغلاله وتحقيق حاجياتهم. تنوع الأنشطة الاقتصادية بالجزيرة يلفت الانتباه ويؤكد ثراء الاقتصاد الجربي.
تنوع الأنشطة الاقتصادية بالجزيرة يلفت الانتباه والفلاحة تمثل إحدى أقدمها. وقد طور الفلاح الجربي ما توارثه من تقنيات ومن أدوات وأساليب خاصة ومتنوعة بتنوع المنتجات.
عند أهل الجزيرة، يقصد بــ«المنزل» ضيعة فلاحيّة مرويّة شاسعة، مغروسة نخيلا وزيتونا وأشجارا مثمرة ومزروعة بقولا وخضرا. يتوسّطها مسكن أو أكثر وتتوفّر فيها مقوّمات العيش الضّروريّة. وتحيط بهذه الضّيعة «طابيه» هي عبارة عن حاجز ترابيّ مدكوك يعلوه التّين الشّوكيّ أو الصّبار أو الاثنان معا. يعيش سكّان كلّ «منزل» معتمدين على أنفسهم ومكتفين بما توفّره أنشطتهم الفلاحيّة والحرفيّة من حاجيات.

### السياحة
يبدأ النشاط السياحي في جربه على مسافة خمسة كيلومترات من «حومة السّوق» عاصمة الجزيرة ومركزها الرّئيسي تقع المنطقة السّياحيّة، فعلى امتداد نحو أكثر من خمسة عشر كيلومترا يُشاهد المرء المرافق والمنتجعات السّياحيّة، فهناك أكثر من 92 فندقا مُتجاورا من مختلف الفئات بالإضافة إلى نادي الجولف والمنتجعات السّياحيّة والكازينو السّياحي.
إنّ الجزيرة تُعدّ قطبا سياحيّا له منزلته الهامّة، وهي من أبرز المناطق السياحيّة في الجمهوريّة التّونسيّة، ولها صورة مميّزة ترتكز على مجموعة من العناصر الأساسيّة للسياحة، منها التاريخ العريق لهذه الجزيرة، فهي مرتبطة بأسطورة الأوديسة والإلياذة، كما أنّها تحوي العديد من المعالم التّاريخيّة الأثريّة الّتي لها اتّصال بالحضارات الّتي سادت حوض البحر المتوسّط، كما أنّ للجزيرة شواطئ رمليّة قلّ نظيرها بالإضافة إلى طبيعتها الخاصّة المميّزة وما تحويه من أشجار النّخيل الباسقة وأشجار الزّيتون وغيرها من النّباتات الطّبيعيّة، كما تمتاز الجزيرة بمناخها المعتدل
من أشهر العادات الّتي تشتهر بها جربة مجموعة من الأبراج الدّفاعيّ الّتي بنيت في فترات متباعدة، أمّا أشهرها فهو برج الغازي مصطفى أو البرج الكبير و هو من ابرز المعالم التّاريخيّة بجزيرة جربة، و أحد أهمّ المحاور الّتي أجريت عليه عدّة ترميمات، و يعود البرج إلى القرن الخامس عشر الميلادي حيث شيّد بأمر من السلطان الحفصي أبو فارس عبد العزيز المتوكل الّذي تنقّل سنة 1432م إلى جزيرة جربة لردّ الحملة الإسبانيّة الّتي كان يقودها الملك الأرغوني ألفونس الخامس بنفسه.
وضمن البرنامج الّذي أعدّته وزارة السّياحة و الصناعات التقليديّة لتنويع النشاط السّياحي و إثرائه في جزيرة جربة، هو ما سميّ بسياحة الموانئ و الجزر الترفيهيّة، حيث تقوم مجموعة من الشّركات الأهليّة الخاصّة الّتي تمتلك سفنا و مراكب سياحيّة بالتعاون مع وكالات الأسفار الأجنبيّة و التّونسيّة، برحلات يوميّة إلى جزيرة «رأس الرمل» أو جزيرة «النّحام الوردي» حيث تقوم هذه الشّركات بنقل الأفواج السيّاحيّة في رحلات ترفيهية؛ حيث تخرج نحو أربع سفن تحمل كلّ سفينة نحو مائة و خمسين سائحا بتوقيت منتظم من ميناء حومة السوق إلى جزيرة «رأس الرمل» و الّتي تبعد نحو 15 كم عن جزيرة جربة، حيث يقوم السّياح بمساعدة طاقم السّفينة برمي شباكهم لاصطياد السمك أو تقوم مجموعة أخرى من السّياح بالسباحة في المياه العميقة و بعض هذه السّفن يتوافر فيها المجال لرؤية قاع البحر و الشُّعب المرجانيّة و الإسفنج، كما يستمتع السائح بمشاهدة الدلافين وهي تخرج من المياه و تداعب السياح فيقومون بتصويرها حيث إنّ خليج قابس الّذي تقع فيه هذه الجزيرة غنيّ بالأسماك و الدلافين، ثمّ تتجه السفينة إلى جزيرة «رأس الرمل» و يقضي السائح بها وقتا ممتعا مع رقصات الفرقة الشعبيّة الّتي تصاحب السيّاح إلى الجزيرة و يشاهدون طائر الفلامنجو ذا اللون الأحمر الجميل و طيور النّورس بأصواتها العذبة.
ثمّ يتناول السيّاح وجبة غداء غنيّة تتكوّن من السمك المشوي مع السلطة و الفواكه في عشّة مصنوعة من سعف النخيل و جذوع الشجر.
قبل الغروب بساعة تتهيّأ المجموعة لرحلة العودة بمصاحبة الموسيقى الشعبيّة و الرّقصات و الغناء، ثمّ يقوم البحارة بجمع شباك الصّيد من البحر حيث الصيد الوفير
أعلى قمّة بجزيرة جربة تُطالعك بناية متحف قلاّلة و كأنّها قلعة من قلاع القرون الوسطى، و قد تربّعت على هضبة طاسيطا (2كم) الّتي تطلّ على الرّيف الجربي الأسطوري شرقا و تشرف على بحر بوغرارة الجميل غربا و في أسفل الهضبة تربض قرية قلاّلة العتيقة ببياض قبابها و خضرة غابتها و زرقة بحرها.

### الزراعة
تعدّ النّخلة في جربة ملكة الشّجر، إذ أنّها تغطّي الجزء الأكبر من فضاء الجزيرة بشكل لا يمكن معه أن نتخيّل منظرا جربيّا دون «عشّ نخيل» ذي ارتفاع يتراوح بين العشرة أو العشرين مترا. ويتوزّع النّخيل بشكل غير منتظم نسبيّا: فنجده بمركز الجزيرة مصحوبا بأشجارأخرى، بينما يغطّي السّاحل شريط متفاوت الاتّساع. بعض هذا النّخيل يغرس ويسقى بينما ينبت البعض الآخر تلقائيّا مشكّلا ما يسميّه أهل الجزيرة «نبّوت». أنواع التمور عديدة وأهمّها: ال«عڤّيوه» وال«متاته» وال«عمّاري» وال«جمّوري» وال«ڤابسي» و ال«لمسي» الذي يعتبره البعض أجود أنواع تمور جربة.
بالتوازي مع استغلال التمور يستغل الفلاح عصارة النخلة .وعمليّة استخراج «اللاّڤمي» دقيقة إذ تقوم على تجريد النّخلة من كلّ جريدها ثمّ حفر حوض دائريّ حول برعمها النهائيّ وتعليق جرّة صغيرة في محيط ذلك الحوض. وإثر هذه التحضيرات الأوّليّة يتجنّد الفلاّح للقيام بمتابعات أخرى يوميّة قوامها الصّعود إلى قمّة النّخلة لتخليص برعمها النّهائيّ من الرّغوة العالقة به قبل أن يقوم بجذ مها وغسل الحوض. وعند ذلك يبدأ سائل في الانسياب رويدا رويدا سرعان ما ينتهي إلى الجرّة الصّغيرة بواسطة قصبة متّصلة بالحوض.
تحظى جربة منذ أقدم العصور - بفضل مناخها - بمكانة هامّة في مجال إنتاج زيت الزّيتون حيث تعدّ من بين مراكز الإنتاج النّادرة بالمتوسّط. ويعتبر جنوب الجزيرة ووسطها وغربها أكثر المناطق إنتاجا للزّيت. ورغم قدمها فإنّ زياتين الجزيرة تنتج ما يغطّي الاستهلاك المحليّ وهي تنقسم إلى نوعين «الشّملالي» ويتميّز بأوراقه الرّقيقة الخضراء و«الزّلماطي» الذي يتميّز بأوراقه العريضة ذات اللّون الأخضر الفاتح.
بحلول شهر نوفمبر وما إن تسودّ الثّمار حتّى ينطلق موسم جني الزّيتون الذي تتكفّل النّساء بمعظم أعماله. إثر بسط المفارش تحت الزّياتين تتسلّق بعض النّسوة الأشجار أو يستعنّ بسلالم مزدوجة «صرّافه» لإدراك الأغصان المرتفعة، بينما تتعهّد الأخريات بتنقية الزّيتون من الأوراق والشّوائب. أمّا الأطفال فيجمعون ما تناثر من حبّات بعيدا عن المفارش. و في الختام يقوم الرّجال بنقل الزّيتون إلى المعاصر بواسطة «زنابيل» (م. «زنبيل») محمّلة على ظهور الدّواب.
يهدف تشذيب الزّيتون إلى إيصال الضّوء والهواء إلى مختلف أجزاء الشّجرة وإعطائها شكلا منتظما يسهّل جني ثمارها. يستغّل جزء من الخشب الذي يتمّ الحصول عليه بعد كلّ عمليّة تشذيب لصنع أواني المطبخ و الأدوات الفلاحيّة بينما يدّخر الباقي ليستعمل إمّا خاما كحطب للوقود أو يحوّل إلى فحم.
و يجرش الزّيتون بواسطة رحى تسمّى «عڤيڤه»، تدور حول محورها الأفقيّ فتسلّط ضغطا يؤمّن في نفس الوقت جرش الزّيتون وعجنه. شُدّت هذه الرّحى إلى إطار خشبيّ موصول إلى دّابة (جمل أو بغل) تدور بلا كلل معصّبة العينين لتفادي الشّعور بالدّوار بسبب تكرارها لنفس الحركة. في نهاية المطاف تترسّب العجينة المجروشة تدريجيّا داخل المجرى الصّغير الذي يحيط بمصطبة الجرش ثمّ توضع في «الشوامي».
تختلف المساحات المزروعة كثيرا من سنة إلى أخرى نظرا لتفاوت التّساقطات الشّديد. وعموما يزرع الشّعير والقمح الصّلب والعدس بعد أمطار الخريف. وعند نهاية الرّبيع تزرع الأرض البور قصبا يروى بالماء المالح. غير أنّ الإنتاج يبقى غير كاف - حتّى خلال السّنوات الممطرة التي يكون فيها المحصول جيّدا- لا يفي بحاجة السّكان إلاّ لعدّة أشهر، ممّا يدعوهم إلى استيراد كميّات كبيرة من الحبوب. يتمّ الحصاد عادة باستعمال منجل بيد أنّه يُكتفى بقطع المحاصيل باليد خلال السّنوات العجاف. يحصد العدس في شهر مارس أمّا الشّعير والقمح الصّلب فخلال شهر ماي في حين يُحصَد القصب في أواخر شهر أوت وبداية سبتمبر. ويتمّ درس الحبوب في بيدر «رايح» باستعمال نورج «جاروشه» يجرّه حيوان.
إلى جانب النّخيل والزّياتين، تضمّ هذه المساحات جميع أنواع الأشجار المثمرة من تفّاح وخوخ ولوز وتين وإجّاص ومشمش وبرتقال وعنب وليمون ورمّان. و قد مكّن وجود الماء العذب في هذه المنطقة من تطوير زراعة الخضر والأشجار المثمرة على نحو متدرّج، ففي ظلّ الأشجار تزرع أنواع مختلفة من الخضر.أشجار أخرى مثمرة أخرى تسقى بمياه مالحة أهمّها الرّمان الذي تجنى ثماره منذ شهر سبتمبر. أهم الأشجار المثمرة بالجزيرة هي:
الكروم، توجد الكروم تقريبا في كلّ مكان وخاصّة في وسط الجزيرة وجنوبها الشّرقيّ وشمالها الشّرقيّ. ويعتبر عنب «التّونسي» من أعرق الأصناف المتوفّرة بالجزيرة وهو عنب أبيض ذو حبّات صغيرة لذيذة وشديدة الحلاوة. تنتج كروم الجزيرة كميّة كبيرة من العنب الذي يستهلك إمّا طازجا أو زبيبا. وعلاوة على ذلك يصنع منه يهود الجزيرة، خمرا محليّة مخصّصة لاستهلاكهم الذاتّي.
أشجار التّين، تتوزّع أشجار التّين على كامل الجزيرة تقريبا و خاصّة بوسطها وجنوبها الغربيّ. و تنقسم إلى نوعين، يعطي النّوع الأوّل بداية من شهر جويلية غلّة واحدة ذات ثمار صغيرة خضراء اللّون تشوبها صفرة أو بنفسجيّة. أمّا النّوع الثّاني فيعطي غلّتين متعاقبتين، أوّلاهما في أواخر شهر ماي ثمارها كبيرة الحجم ولذيذة تسمّى «بيثر» وثانيتهما في شهر أوت. يستهلك التّين إمّا طازجا أو مجفّفا ومخزّنا في شكل «شريح».
أشجار التفّاح، تكثر أنواع التّفاح المحليّة خاصّة في منطقة المياه العذبة. وهي تعطي بداية من شهر ماي ثمارًا صغيرة طحينيّة ذات رائحة جدّ ذكيّة، ومن ميزاتها كذلك أنّها تلقى إقبالا كبيرا لدى المستهلكين. لقد ذاع صيت تفّاح جربة في الماضي إلى درجة تخصيص مرسى بالشّمال الشّرقيّ للجزيرة لتصدير الثّمار يسمّى «مرسى التفّاح».

### الصيد
فضلا عن الفلاحة البرية، يمثل الصّيد البحري نشاطا هاما في حياة الجربيين، وذلك لما يوفره لهم بحرهم المحيط بالجزيرة من أنواع سمكيّة ورخويّات وقشريّات وأصداف وإسفنج، ممّا جعلهم يغنمون أرباحا كبيرة من هذه الثروة الطبيعية التي أتقنوا استغلالها بطرق صيد تتلاءم و محيطهم الطبيعي. استعملت جربة، في ملاحتها البحريّة، القوارب الصّغيرة «لود» للمسافات القصيرة، والمراكب الأكبر «شڤف» للمسافات الطّويلة، وقد كانت هذه المراكب الشّراعيّة تربط مواني جربة بباقي مواني السواحل التّونسية وبعض المواني المتوسطيّة، فتبحر محمّلة بالخزف والزّيت والنّسيج والإسفنج والغلال والسّمك المجفّف وتعود بالحبوب والصّوف وتختلف حمولتها بحسب الجهات المقصودة. ولم يبق من هذه الملاحة في الوقت الحاضر إلاّ الملاحة السّاحليّة التي تربط الجزيرة باليابسة عبر مضيق آجيم.
يباع السّمك بأنواعه المختلفة بالمزايدة في سوق الأسماك ب حومة السّوڨ. إذ يسلّم الصّيّاد سمكه إلى «الشكّاك» الذي يقوم بخرزها في أعواد عراجين النّخل في شكل مجموعات تسمّى الواحدة منها «شكّ» ثمّ يسلّمها إلى أحد المنادين العموميّين «دلاّل» الجالس على كرسي غالبا ما يكون مرتفعا للبيع بالمزايدة. و من خصوصيات أدوات و طرق الصّيد البحري الجربي:
مصيدة ثابتة «زريبه»، تتمثل طريقة الصّيد هذه في نصب جدران ممتدّة داخل البحر من جريد النّخل بارتفاع مترين تقريبا.والمصيدة الثابتة هي عبارة عن زاوية ضخمة يقسمها منصّف يسمىّ «جدارالمحاصرة» و يحتوي كّل ركن منها على جدارين يحدّان رواقا يزداد ضيقا في اتّجاه حجرات الصّيد. يوجه «جدارالمحاصرة» الأسماك التي يجلبها التيار نحو الرّواقين، ومنهما إلى حجرات الصيد المجهزة بمجموعة من الفخاخ في شكل «دراين» (مفرد «درينه») تلجها الأسماك ولا تخرج منها، ليأتي الصّياّد من الغد، ويخرج«الدرينه» بأسماكها تاركا مكانها أخرى إعدادا لصّيد القادم.
الصّيد بالقفز و«الدمّاسه»، تتطلّب هذه الطّريقة من الصّيد تنظيما خاصّا وتستوجب توفيرمجموعة من القوارب والبحّارة. حيثما يتم اكتشاف سرب أسماك البوري يقوم البحّارة بتطويقه فيحيطون به دائرة كبيرة متكوّنة من شبكتين: شبكة عموديّة تسمّى «المبطّن» تحفّز الأسماك على القفز، تعامدها أخرى أفقيّة طافية تسمّى «دمّاسه» يقع فيها السّمك القافز.
الصّيد بـ«الطرّاحة»، يضع الصّيّاد رصاص «الطرّاحه» على معصمه الأيمن و يلفّ بقية الشبكة حول ذراعه اليسرى، حتى إذا لمح سربا من أسماك «البوري» أو «الڤاروص») ألقى بالرصاص أبعد ما أمكنه بحركة فنية تنفتح لها الشبكة وتقع على الأسماك، وعندها ثم يجذبها ببطء حتّى لا يضيع له من صيده شيء.
صيد الأخطبوط، يلقي الصّيّاد في قصير البحر بعشرات الأوعية الفخارية المثقوبة و المخروزة في حبل طويل. وبعد أيام يأتي الصّيّاد ليسحبها واستخراج ما علق بها من أخطبوط كان مختبئا فيها بواسطة مخطف معقوف.
صيد «الوزفّ»، يتطلّب هذا الصّيد دراية واسعة بالبحر فضلا عن استعمال شبكة. يقبع الصّيّادون أيّاما تحت خصّ على الشّاطئ يتأمّلون عرض البحر، حتى إذا لاحت لهم تلك البقعة الكبيرة السوداء المكونة من سمك «الوزفّ» ذو الأحجام لصغيرة، سبحوا نحوها وأحاطوا بها كالهلال وحرّكوا ما بأيديهم من جريد النّخل لدفعها نحو الشاطئ حيث يتمّ جمع السّمك داخل شبكة خاصة بهذا الصيد تسمّى«كيس».
صيد الإسفنج، يستطيع صيّادو الإسفنج بلوغ عمق العشرين مترا دون أيّة تجهيزات خاصّة ويستعملون قاربا تزدان مقدمته بمكان مجوّف يمكث فيه قائد فريق الصّيد «الرّايس» لرصد الإسفنج في قاع البحر باستعمال مرآة مخصصة لهذا الغرض تسمّى «مراية» يضعها على سطح الماء. ويجهّز القارب كذلك على جانبييه بخطاطيف مختلفة الأشكال. ما إن يكتشف قائد فريق الصّيد «الرّايس» الإسفنج في قاع البحر حتّى يغوص نحوه بحّار «بحري» رابطا في حزامه كيسا فيه حجرا ثقيلا كي يسرع بالغوص . وببلوغه القاع يبدأ في اِلتقاط الإسفنج ووضعه داخل الكيس ثمّ يلقي بالحجر ويصعد بصيده إلى سطح الماء. علما وأنه بداية من شهر أكتوبر، لا يلتقط الإسفنج إلاّ بالخطاطيف لشدّة برودة الماء على الغطّاس. منذ القديم، اشتهرت آجيم الواقعة بجنوب الجزيرة الغربيّ بصّيد الإسفنج وكان أغلب سكّانها من الصّيّادين.

### الصناعات اليدوية

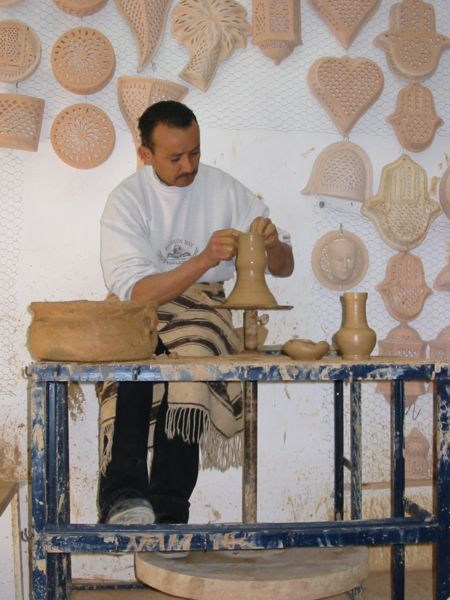
حرفي بمدينة قلالة أثناء العمل.

تاريخ النسيج بجربة لا يمكن الجزم بتفاصيله بدقة و لكن المعطيات و المراجع التاريخية المتوفرة لدينا حتى اليوم تجزم بتواجده منذ العصور القديمة و بتخصصه في الصوف فقط. أما بالنسبة للفترة الإسلامية و القرون الوسطى فالمراجع تصف هذه الحقبة على أنها أوج الاقتصاد الحرفي بالجزيرة التي أصبحت نقطة تلاقي للقوافل القادمة من داخل القارة الإفريقية لانتقاء المنسوجات الصوفية الجربية ذات القيمة و الصيت.
تمثّل الأغطيّة الصّوفيّة الجربيّة ذات الخطوط المتعدّدة الألوان من نوع الــ«فرّاشيه» ركيزة أساسيّة في صناعة النّسيج التّقليديّة. وتمتاز عن «فرّاشيّات» المناطق الأخرى بصباغتها المتقنة وزينتها القائمة على الخطوط وتعدّد ألوانها. إضافة إلى الأغطية ينسج الحرفيّون اللّحاف وملابس الرّجال الشّتويّة. ويفضّل الجربيّون الصّوف النّاعم ذا الخصلات الطّويلة للحصول على ملابس ليّنة، قليلة التلبّد. فالأقمشة الجربية هي بالأساس صوفية ولكن قد نجد أحيانا استعمالات للحرير أو القطن للزركشة و الزينة أو وبر الجمال لصناعة خيوط الشبكة أوالسّدى أو الجداد. و هكذا مثّلت الجزيرة حتّى النّصف الأوّل من القرن العشرين أحد أهمّ مراكز صناعة النّسيج اليدويّ بشمال إفريقيا بل وبوسطها الغربيّ.
الفخار هو حرفة عريقة بالجزيرة و الضاربة في القدم تعتمد تقنيات ثرية و مختلفة وأساليب خاصة في الإنتاج.
إضافة إلى الفلاحة و النسيج و الفخار، حرف أخرى تعد من ضمن مهن الجزيرة رغم أن أهميتها أقل. من ذلك حرفة النجارة التي توفر خاصة صناديق العروس و كذلك أبواب المعالم الهامة و التي تصنع من خشب النخيل أو الزيتون.
حرفة الحصير و ظفر سعف النخيل وفرت المفروشات المستعملة في المساجد و المساكن و كذلك القفاف و الزنابيل للأشغال الفلاحية و المظلات المكملة للباس الجربي.
صناعة المصوغ تمثل أيضا إحدى أهم الحرف الثانوية بجربة و قد كانت اختصاصا حكرا على الجالية اليهودية التي تتوارثها حسب التقاليد الجربية منذ قرون.

## أعلام
- عروسية النالوتي[13]
- الشيخ سالم بن يعقوب
- منال عبد القوي

## روابط خارجية
- بوابة جزيرة جربة
- جزيرة جربة على موقع سليم عامر لجزيرة جربة.
- تحصينات جربة في العهد العثماني.
- الموقع الرسمي لمتحف جربة